# سوفيفي
سوفيفي هي بلدة تقع على الساحل الغربي لجزيرة هالماهيرا وهي عاصمة مقاطعة مالوكو الشمالية، إندونيسيا.